# 居住新加坡的中國國民
在新加坡的中國籍居民是指所有持有中國公民權居住在新加坡的華人。根據聯合國經濟和社會事務部2019年的統計數據，居住新加坡的中國國民人口為451,481位，其中52,516位來自香港，18,820位來自澳門，中華人民共和國的兩個特别行政区。 居住在新加坡的中國公民人口是新加坡第二大外國公民人口，佔該國外國出生人口的 18%。
在1819年斯坦福萊佛士將新加坡建立為自由港之後，中國人從19世紀開始向新加坡移民。新加坡對熟練勞動力和勞動力的需求是當時吸引中國移民到新加坡的動力。至今，新的中國移民包括在新加坡經濟各個行業工作的移民工人，其中包括藍領和白領的职位，以及學生。

## 歷史
在19世紀，中國人遷移到東南亞是一種普遍現象。在該地區的殖民時期，許多沒技術的中國人並從中國遷移到東南亞尋找工作。1821年，第一艘中國戎克船抵達新加坡。当时新加坡是英國在东南亚新成立的港口。在此期間，新加坡港口成為亞洲最大的樞紐之一，擊敗巴達維亞（今印度尼西亚，雅加达）成為國際貿易港口。 由1871年，由於來自馬來亞、中國、印度和亞洲其他地區的移民湧入，新加坡的人口已達到近 10 萬，其中一半以上是華人。 1930年代时，有 400 萬華人居住在東南亞，在該地區的不同領土上形成了重大的少數民族人口。 至今，早期中國移民的後代佔新加坡華人人口的大部分。
新的華人移民始於1980年代，其中許多人在新加坡於 1970 年代開始的快速工業化期間從事藍領工作。 1989年六四天安門事件後，新加坡政府給予25000香港居民永久居留權。当时新加坡政府讓他們在新加坡定居的原因之一是為了維持新加坡三大族群的種族比例，新加坡人移居國外並抵消出生率下降的影響。 在新加坡接受教育也是移民的另一個原因，新加坡政府提供獎學金以吸引東盟國家以外的國際學生。 其中包括大專和本科院校，雖然獎學金是免押金的，但獲得者必須在新加坡公司工作一段時間才能離開該國。

### 人口統計
1990年，根據聯合國經濟和社會事務部的數據，在新加坡居住的177245名中國公民中，来自中國大陸的有大约150447人，来自香港的有大约15043人，来自澳門的有大约11755人。 2000年，居住新加坡的中國公民增加到311501人。 來自中國大陸和香港的個人人數分別增長了 66.3% 和 70.7%，而來自澳門的公民人數則下降了 16.1%。 此後，居住在新加坡的中國公民人數穩步增加，2015 年總人口達到 532,734 人，但在2019 年下降至 451,481 人。下降的原因之一可能是由於新加坡政府在同一年收緊了僱用外國人的移民規定。 而在2020年，人力部又進一步修訂了僱用外國人的政策，以鼓勵公司實行公平的僱傭做法。

## 融入新加坡社會
由於新加坡人之間不同的文化行為和規範，新的中國移民的融入进新加坡社會變得更加困難。隨著中國公民在新加坡的增加，他們被刻板地認為是粗魯的，有的亂扔垃圾、或是在公共交通上吃东西、打電話时大聲說話等令人反感的行為。 移民的普遍大量湧入也導致了對新加坡其他外國人群的仇外行為增加。  另一個原因是，新加坡人认为與新加坡人相比，新加坡政府給予外國人或永久居民特殊待遇，即使他們中的一些人不宣誓效忠新加坡。 一些新的中國移民傾向於將新加坡視為一個華人社會，因為新加坡人口中的絕大多數是華人，具有“亲切感”。 這導致一些新移民選擇不使用英語，新加坡的通用語言進行交流或學習这个语言，而導致誤解，從而無法很好地融入新加坡社會。
2016年詹姆斯庫克大學（新加坡）對新加坡本地人和（主要是来自大陸）中國學生的一項研究顯示，近 69% 的前者表示他們有與國際中國學生合作項目的經驗。大多數新加坡人受訪者表示他們與中國學生的互動很愉快，而 46% 的受訪者表示他們有很多中國國際學生作為他們的朋友。 大多數中國學生還表示他們與新加坡人有積極的互動，但只有 31% 的中國學生表示他們有很多當地朋友。
新加坡國立大學 2016 年對新加坡 10 名中國妻子和 20 名中國學生進行的一項研究發現，80% 的前者和 100% 的後者表示提高英語水平很重要。 對於大陸妻子，80%的人認為應該多說英語，因為英語是官方語言，100%的人認為對陌生人有禮貌很重要，90%的人認為對認識的人有禮貌很重要。 對於大陸學生，這一數字分別為 85%、90% 和 65%。 南洋理工大學 2018 年的一篇論文表明，在新加坡的中国人受訪者已經接受了英語作為使他們獲得更高地位的語言的想法。

### 爭議
王鵬飛詆毀視頻事件
2011年7月，時任東亞管理學院學生的王鵬飛上傳了一段戲仿視頻，對新加坡人和新加坡文化進行貶損評論。視頻中提到的其他話題包括對新加坡低生育率的評論和針對新加坡印度人的種族主義評論，而在網上有了強烈反對後他才道歉。 王鵬飛隨後被學校開除，新加坡公众也針對他的言論向他報案，如果被判有罪，根據新加坡法律（煽动法令），這是一項可起訴的罪行。
咖哩事件
2011年8月，據報導，一個新移民的中國家庭抱怨他們的新加坡印度鄰居烹飪咖哩的氣味。 儘管他們的鄰居在做這道菜時關閉了他們家的門窗，那新移民的中國家庭希望他們的鄰居完全不要做這道菜。因为咖喱是新加坡美食的一部分，爭議在報紙上報導後，受到新加坡人的公開強烈反對和負面評論，主要針對中國移民家庭。 这起事件還發起了一項針對中國家庭評論的 Facebook 運動。 最后爭議由法律部下屬的社區調解中心調解，兩個家庭達成妥協。
孫旭「狗」口祸
2012年2月，獲得新加坡教育部獎學金的新加坡國立大學本科生孫旭在其微博上發表了對新加坡人的貶損言論。 在受到網上的強烈反對後，孫旭發出了兩次單獨的道歉，並被新加坡國立大學罰款 3,000 新元，並取消了他的獎學金。 他還必須償還他獲得的獎學金福利，並在大學為社區服務三個月。

## 著名人物
- 成龍，原籍香港的武術家、演員
- 李连杰，中國電影演員、電影製片人和武術家
- 徐彬，新加坡華人演員
- 趙薇，新加坡永久居留的華裔女演員[25]
- 曹如寅，一名中國謀殺案受害者，曾在新加坡擔任建築工人。 自2016年，他的殺手 Kho Jabing 已被處決。

## 筆記
1. ↑  轉換為新加坡公民的中國公民將根據 CMIO 模型進行種族分組。